# Versailleux
Versailleux ist eine französische Gemeinde im Département Ain in der Region Auvergne-Rhône-Alpes. Sie gehört zum Kanton Ceyzériat im Arrondissement Bourg-en-Bresse.

## Geografie
Die Gemeinde Versailleux liegt inmitten der Seenlandschaft Dombes, 28 Kilometer südwestlich von Bourg-en-Bresse. Die angrenzenden Gemeinden sind Chalamont im Nordosten, Crans im Osten, Rignieux-le-Franc im Südosten, Joyeux im Süden, Birieux im Südwesten, Villars-les-Dombes im Westen und Le Plantay im Nordwesten. Im Gemeindegebiet von Versailleux entspringt der Fluss Renon als Überlauf des Étang Chapelier. Durch Versailleux führt die ehemalige Route nationale 504 (heutige D 904) von Villefranche-sur-Saône nach Ambérieu-en-Bugey.

## Bevölkerungsentwicklung
| Jahr                       | 1962 | 1968 | 1975 | 1982 | 1990 | 1999 | 2006 | 2014 | 2021 |
| -------------------------- | ---- | ---- | ---- | ---- | ---- | ---- | ---- | ---- | ---- |
| Einwohner                  | 221  | 205  | 198  | 210  | 219  | 255  | 327  | 397  | 494  |
| Quellen: Cassini und INSEE |      |      |      |      |      |      |      |      |      |

## Sehenswürdigkeiten
- Kirche Saint-Pierre-Saint-Paul, Monument historique

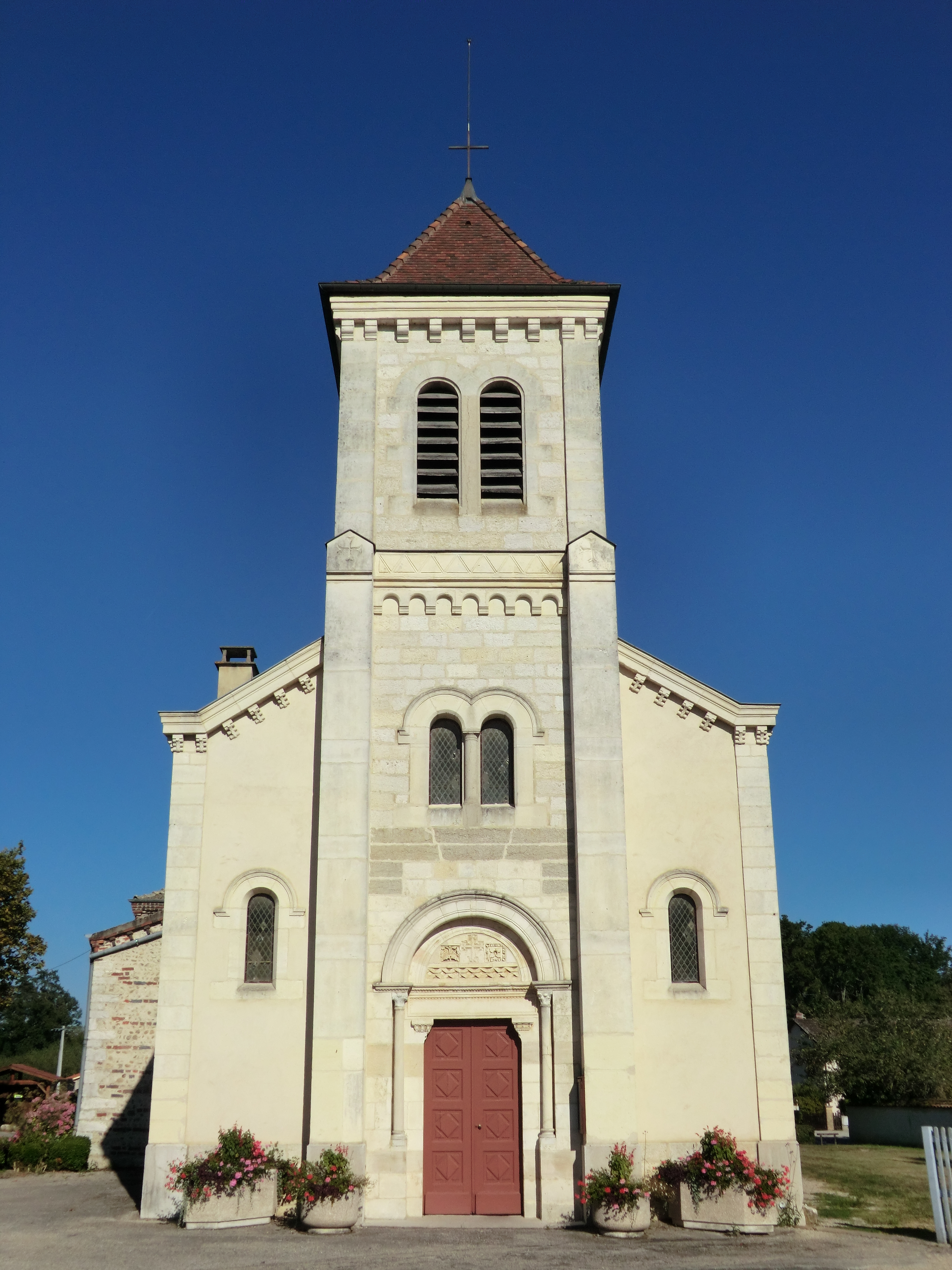
Kirche Saint-Pierre-Saint-Paul
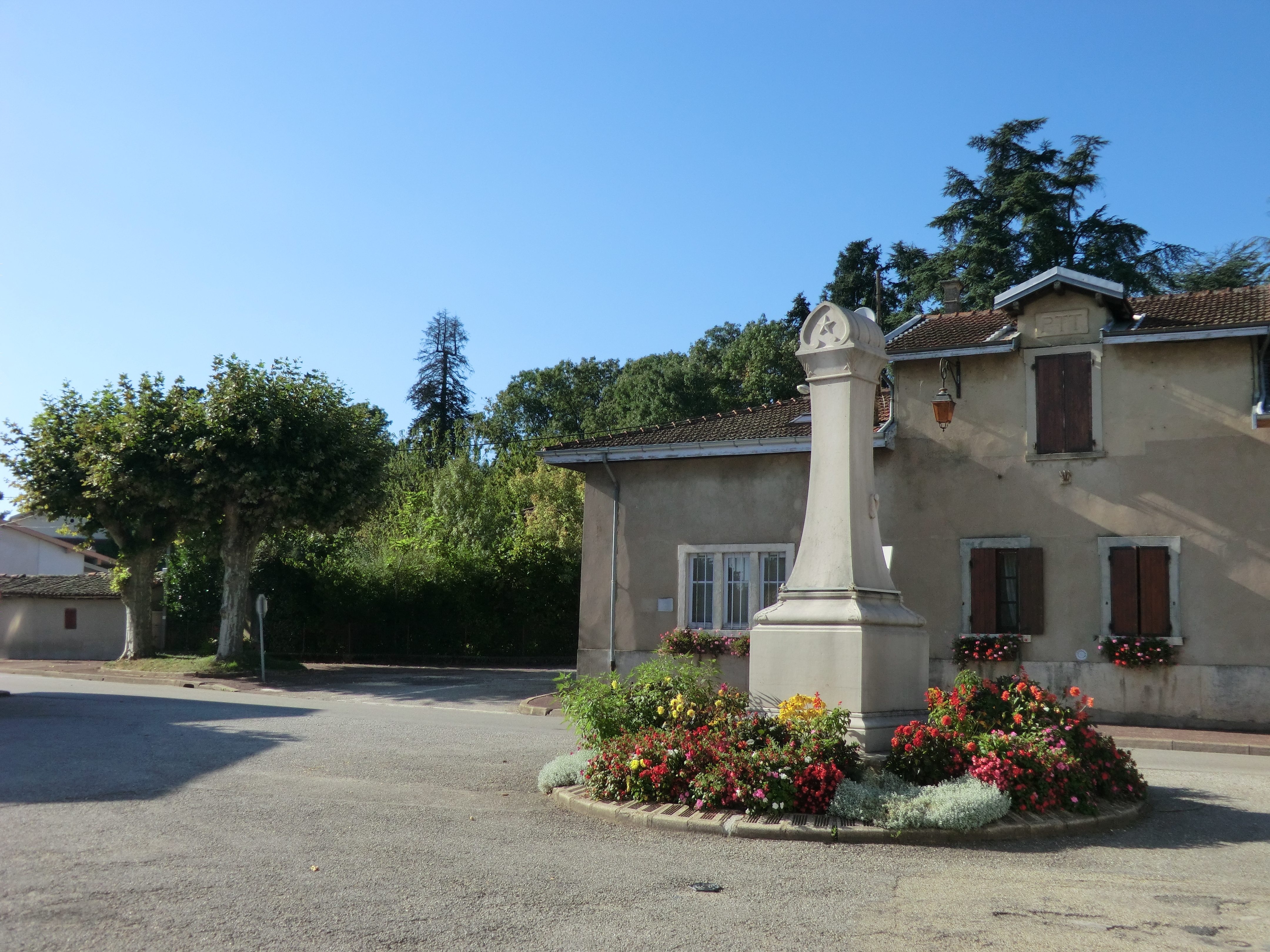
Gefallenendenkmal und ehemaliges Postamt
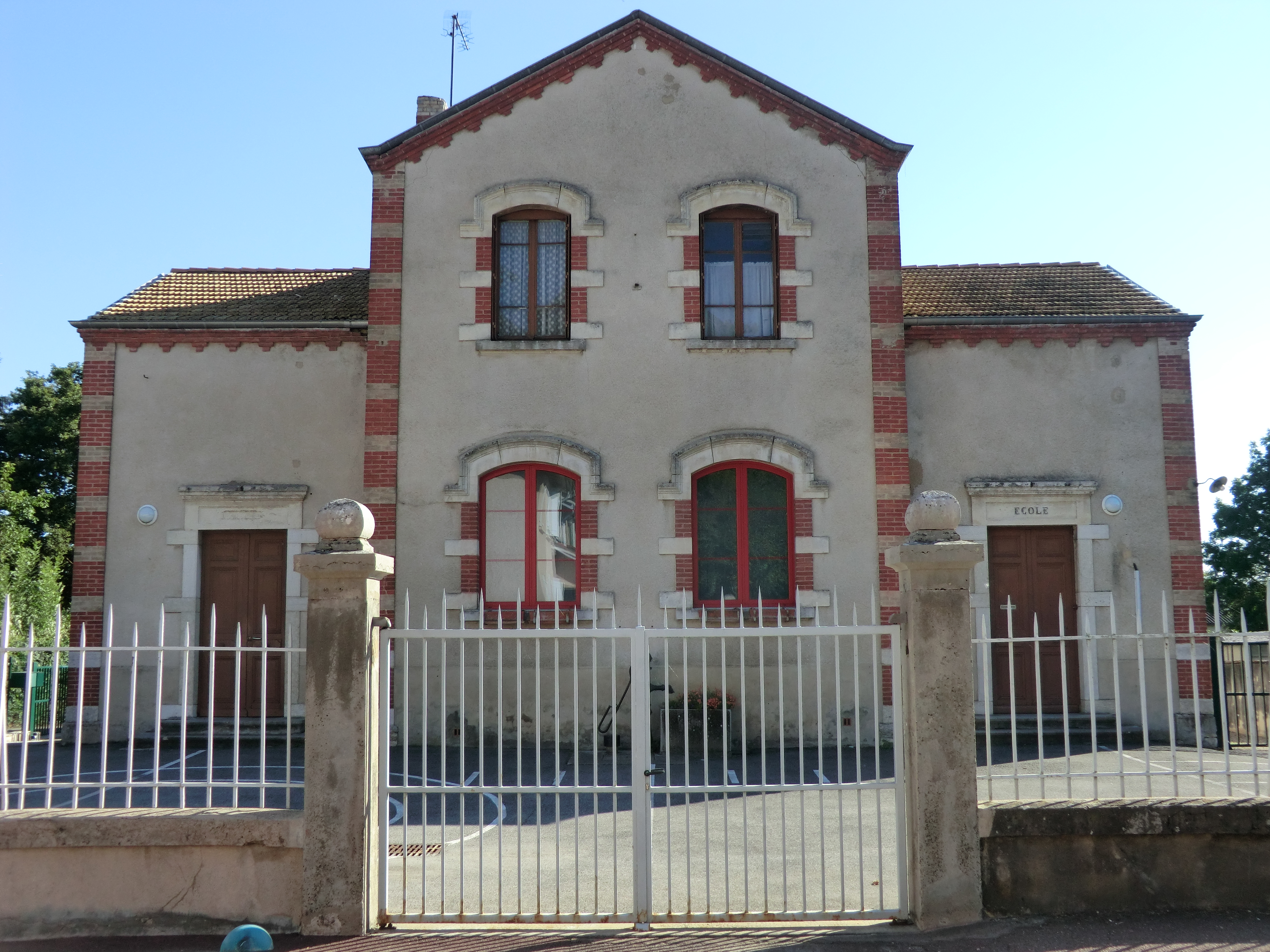
Schule
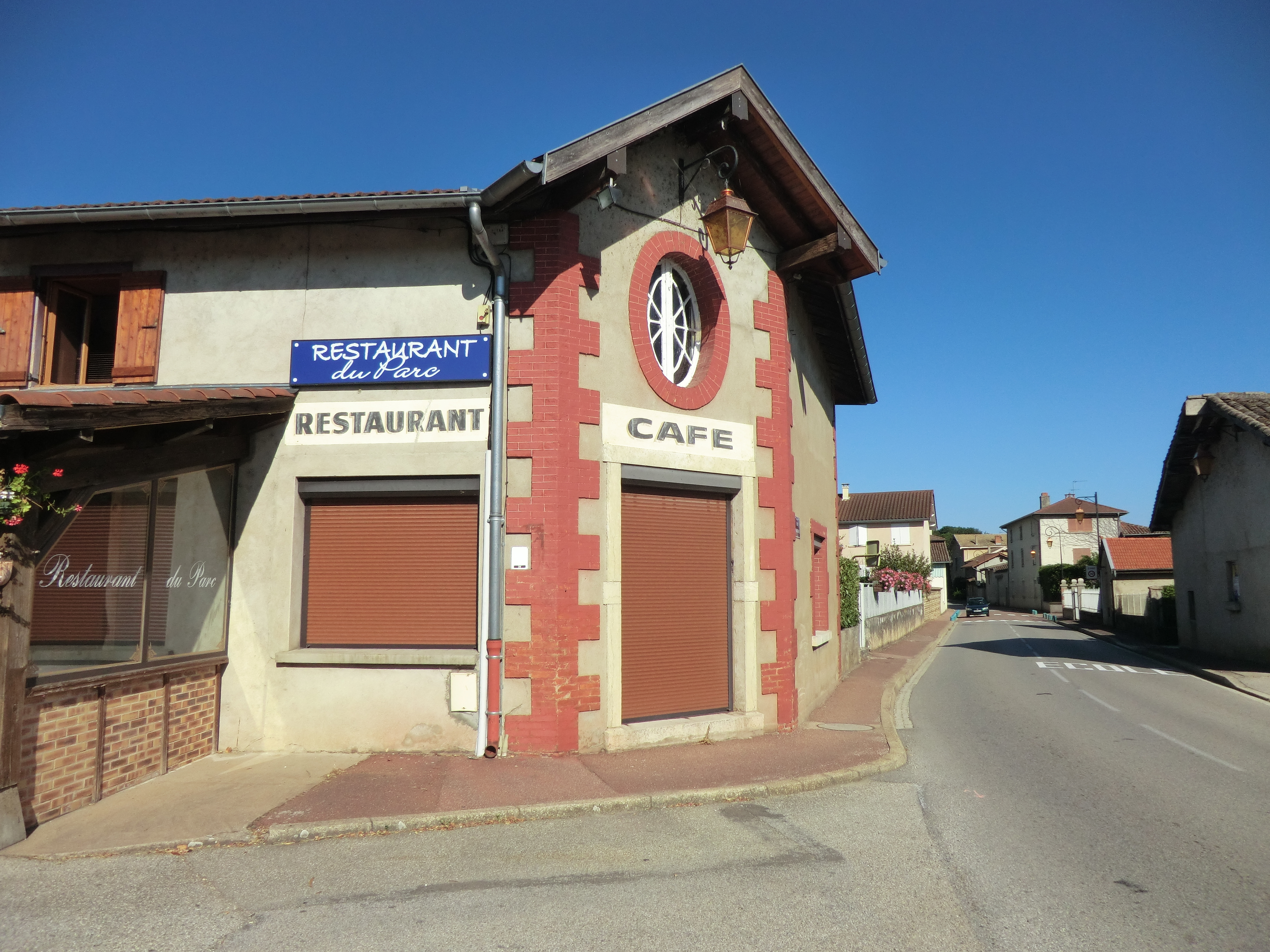
Café-Restaurant
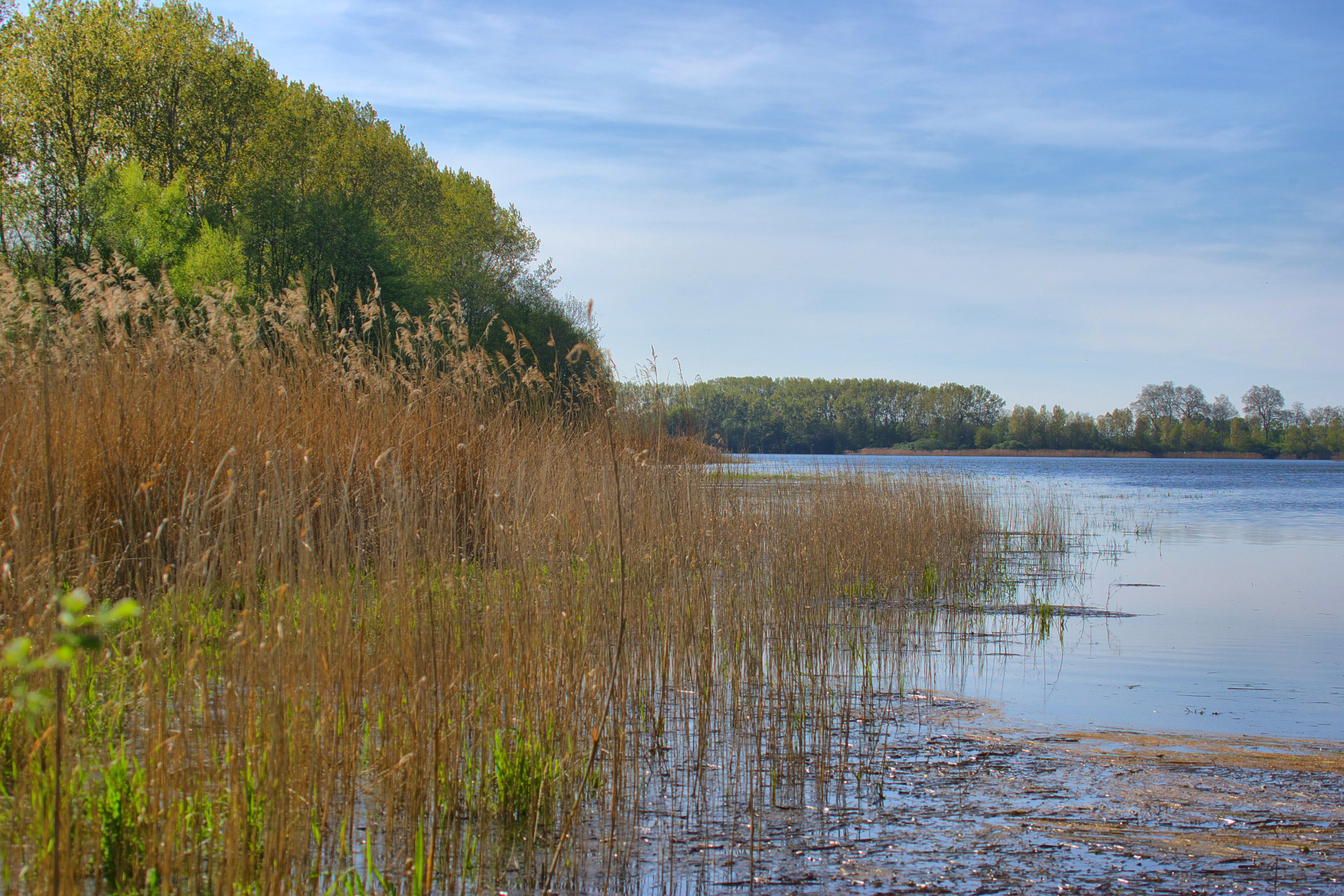
Étang Chapelier im Gemeindegebiet von Versailleux